# Gregory Tschebotarioff

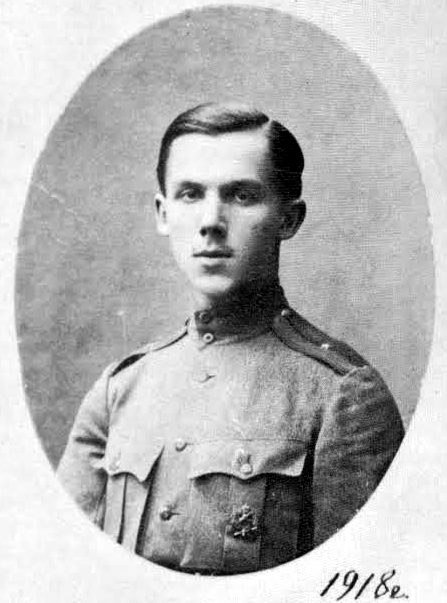
Gregory P. Tschebotarioff (1918)

Gregory Porphyriewitch Tschebotarioff (* 15. Februar 1899 in Pawlowsk; † 22. April 1985 in Holland (Pennsylvania)) war ein US-amerikanischer Bauingenieur für Geotechnik mit russischen Wurzeln.

## Leben
Tschebotarioffs Vater war Offizier bei der Garde-Batterie der Donkosaken, stationiert in Pawlowsk, und seine Mutter war die Tochter eines Sanitätsoffiziers und Freundin der russischen Zarin, die mit dieser im Ersten Weltkrieg in Zarskoje Selo als Krankenschwester arbeitete. Er war Artillerie-Leutnant im Ersten Weltkrieg 1916 bis 1917 in der russischen Armee und dann bis 1920 mit der Weißen Armee (Don-Armee) gegen die Rote Armee in der Folge der Russischen Revolution. Nachdem er die Eltern durch Typhus verloren hatte und für seine Schwester sorgen musste, ging er nach Deutschland zum Ingenieursstudium, das er schon in Russland begonnen hatte. Er studierte an der TU Berlin, wo er 1925 sein Diplom machte und promoviert wurde. Danach arbeitete er zunächst im konstruktiven Ingenieurbau unter anderem in Paris, Berlin, Bremen und Kairo. 1929 ging er zu Karl von Terzaghi nach Wien und spezialisierte sich auf Grundbau. Sieben Jahre war er als Ingenieur in Kairo im Auftrag der ägyptischen Regierung als Grundbauingenieur. 1936 nahm er am Ersten Weltkongress für Grundbau und Bodenmechanik in Harvard teil und war ab 1937 an der Princeton University, wo er ein Bodenmechanik-Labor aufbaute und Professor für Grundbau und Bodenmechanik wurde. 1964 emeritierte er. 
Bekannt wurde er durch Experimente an Stützwänden und Uferkonstruktionen in großem Maßstab, die er für das Office of Naval Research und das Amt für Hafenbau (Bureau of Yards and Docks) ausführte. Er führte auch frühe Bodendynamik Experimente für die zivile Luftfahrtbehörde (Civil Aernonautics Administration) durch. 
Schon in seiner Hochschullehrerzeit war er als beratender Ingenieur tätig und wurde 1955 Partner im Ingenieurbüro King and Gavaris in New York, wo er bis 1970 für Grundbau zuständig war und auch danach noch beratend tätig war.
Er schrieb ein in den USA verbreitetes Bodenmechanik-Lehrbuch.
1941 wurde er US-Staatsbürger. 1964 veröffentlichte er seine Erinnerungen, in der er auch Teile des Tagebuchs seiner Mutter Walentina Iwanowna Tschebotarjowa veröffentlichte. Sie starb 1919 an Typhus, das sie sich bei der Krankenpflege im Hospital holte, so dass Tschebotarioff für seine kleine Schwester Valentine sorgen musste, die er zu ihrer Patentante Sophie von Medium nach Berlin brachte. Er heiratete 1939 Florentine Bill, deren Bruder seine Schwester Valentine heiratete.
Da er sich in den USA öffentlich gegen eine in seinen Augen russlandfeindliche Verzerrung der russischen Geschichte aussprach, bekam er in der McCarthy-Ära trotz seines Dienstes in der Weißen Armee Schwierigkeiten.
1959 wurde er Ehrendoktor in Belgien. 1977 wurde er Ehrenmitglied der American Society of Civil Engineers (ASCE), deren Terzaghi Award er erhielt. 1976 hielt er die Martin Kapp Lecture (Half a century of soil mechanics). Sein Nachlass ist an der Purdue University, unter anderem das Manuskript seines letzten unveröffentlichten Buches Civil Engineering on four continents.

## Schriften
- Russia, My Native Land: A U.S. Engineer Reminisces and Looks at the Present, McGraw-Hill, 1964.
- Foundations, Retaining and Earth Structures: The art of design and construction and its scientific basis in soil mechanics, McGraw Hill 1973
- Soil Mechanics, Foundations and Earth Structures: an introduction to the theory and practice of design and construction, McGraw Hill 1951